# John Drummond, II conte di Melfort
John Drummond, II conte di Melfort (26 maggio 1682 – Parigi, 29 gennaio 1754), è stato un nobile scozzese.

## Biografia
Era l'unico figlio maschio di John Drummond, I conte di Melfort, e della sua seconda moglie, Eufemia Wallace.

## Matrimonio
Sposò, il 25 maggio 1707 a Parigi, Marie Gabrielle d'Audibert (1675-15 maggio 1741), figlia di Jean d' Audibert, conte de Lussan, e di Marie Françoise Raimond. Ebbero un figlio:
- James Drummond, III conte di Melfort (16 maggio 1708-25 dicembre 1766)

## Morte
Morì il 29 gennaio 1754, all'età di 71 anni, a Parigi.